# Alchemilla x splendens
Alchemilla x splendens é uma espécie de rosácea do gênero Alchemilla, pertencente à família Rosaceae.